# Cianipo
En la mitología griega Cianipo (en griego Κυάνιππος, Kyánippos) es el nombre de un personaje masculino con tres variantes locales.

### Argos
Uno de los últimos reyes de Argos  y que también luchó en la guerra de Troya.  Algunos lo creen hijo de Adrasto y Anfítea, hija de Prónax,  o bien de Egialeo y Cometo, hija de Tideo. Pausanias dice que desde Biante hubo cinco reyes argivos en cuatro generaciones hasta Cianipo,  que eran Nelidas por parte de madre.  Habiendo muerto Cianipo sin hijos, Cilárabes, hijo de Esténelo, heredó él solo el reino. Diomedes y Euríalo, hijo de Mecisteo, fueron los tutores de Cianipo, y además condujeron a los argivos a Troya.

### Tesalia
Cianipo, hijo de Fárace, provenía de Tesalia. Se enamoró de la bella Leucone y se casó con ella, pero era tan aficionado a la caza que no pasaba tiempo con su joven esposa. Leucone, sospechando la infidelidad de su marido, lo siguió al bosque para espiarlo. Los sabuesos de Cianipo la olieron escondida en la espesura y, tomándola por un animal salvaje, se abalanzaron sobre ella y la despedazaron. El propio Cianipo llegó demasiado tarde; preparó una pira funeraria para su esposa, mató a sus perros en ella y luego se suicidó.

### Siracusa
Cianipo era un siracusano que no veneraba a Dioniso. El dios le castigó emborrachándole, y en ese estado Cianipo violó a su propia hija Cíane. Ella consiguió quitarle un anillo del dedo al agresor, para poder reconocerlo más tarde, y se lo dio a su nodriza. Poco después la ciudad se vio afectada por la peste, y el oráculo de Apolo pronunció que había un impío en la ciudad que debía ser sacrificado para poner fin a la calamidad. Cíane fue la única que comprendió la profecía. Agarró a su padre por el pelo, le cortó el cuello y luego se suicidó de la misma manera.
| Predecesor: Cometes | Reyes de Argos | Sucesor: Cilarabes |